# Martaveous McKnight
Martaveous McKnight (Walls, Misisipi, 5 de abril de 1997) es un baloncestista estadounidense . Con 1,93 metros de estatura, juega en la posición de escolta.

## Trayectoria deportiva

### Universidad
Jugó dos años en el Community College de Itawamba, en Misisipi, donde en su segunda temporada promedió 12,5 puntos, 4,6 rebotes y 2,0 asistencias por partido. En junio de 2017 anunció que se había comprometido con los Golden Lions de la Universidad de Arkansas en Pine Bluff.
Jugó dos temporadas más con los Golden Lions, en las que promedió 19,7 puntos, 4,6 rebotes y 3,3 asistencias por partido, siendo elegido en 2018 debutante del año y Jugador del Año de la Southwestern Athletic Conference, además de ser incluido en el mejor quinteto de la conferencia, algo que repetiría en su última temporada.

### Profesional
Tras no ser elegido en el draft de la NBA de 2019, sí lo fue en el Draft de la NBA G League de 2019, en el puesto 20  de la tercera ronda por los Delaware Blue Coats, donde no llegó a debutar, siendo cortado justo antes del comienzo de la liga.
No fue hasta finales del mes de diciembre de 2019 cuando firmó su primer contrato profesional, con el OKK Sloboda Tuzla de la Liga de Bosnia y Herzegovina. Allí, hasta el parón por la pandemia de coronavirus, promedió 10,8 puntos y 3,4 asistencias por partido.
El 4 de agosto de 2020 con el BC Khimik de la Superliga de baloncesto de Ucrania.
El 6 de agosto de 2021 firmó con los Manchester Giants de la British Basketball League.